# 카나스호

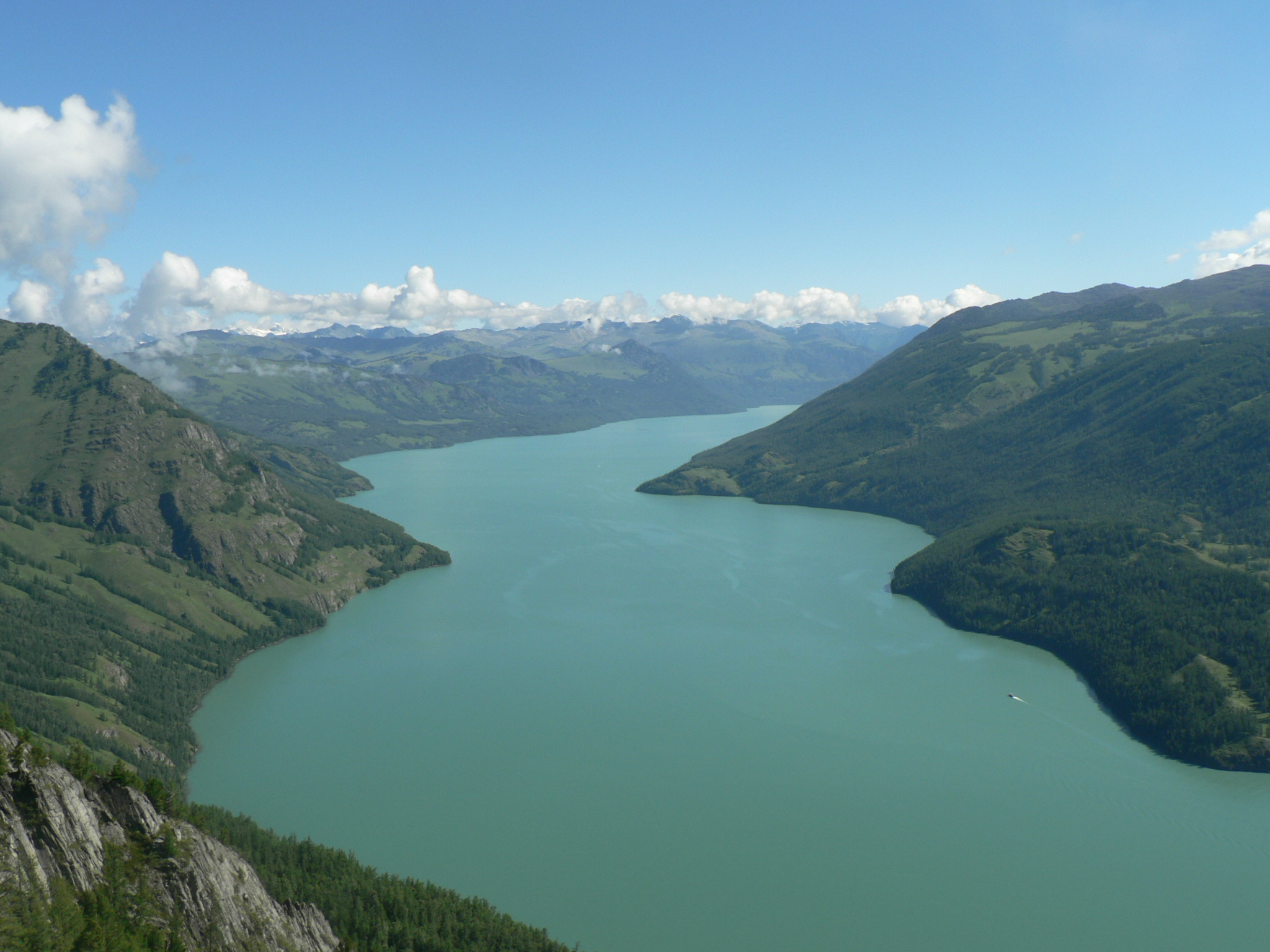

카나스호(중국어: 喀纳斯湖 한어병음: Kānàsī Hú 샤오얼징: كَانَاسِ خٗ 몽골어: Ханас нуур 위구르어: قاناس كۆلى, 위구르어 키릴문자: Қанас Көли)는 중화인민공화국 신강위구르자치구 이리 카자흐 자치주 아러타이 지구에 있는 호수다. 카나스호는 신강 북쪽 끝에서 러시아, 카자흐스탄, 몽골과 국경을 접하는 곳 인근에 있는 알타이 산맥의 계곡지대에 있다. 카나스호는 제4기인 20만 년 전 빙하의 움직임으로 인해 형성됐다. 반월형 호수는 물 5.4-5.5km3를 담은 것으로 추정된다. 표면적은 45.73km2,  평균 깊이는 약 120m, 최대 깊이는 188.5m, 표면 고도는 1340m다.
카나스호에서 흘러나가는 카나스강은 이후 허무강과 합류해서 부얼진강을 형성하며 이후 부얼진현에서 이르티시강에 합류한다.
투바인과 카자흐인이 카나스 계곡 지대에 많이 산다. 대부분이 전통적인 농업 및 목축 생활 양식을 유지하는 반면 적지 않은 사람들은 관광에 종사하여 오리엔티어링, 등산, 래프팅, 암벽 등반, 패러글라이딩, 캠핑 시설을 세웠다.

## 같이 보기
- 중국의 관광